# تاگلیولینی
تاگلیولینی نوعی پاستا روبانی است که تقریباً شبیه اسپاگتی است ک تقریباً ۲–۳ میلیمتر (۰٫۰۷۹–۰٫۱۱۸ اینچ) پهنا دارد و از یک لایه خمیر شبیه تالیاتله، اما نازک مانند کاپلینی بریده می‌شود. این دستور پختی سنتی در مناطق مولیزه و پیه‌مونت ایتالیا است. در پیه‌مونت آن را تاجارین می‌نامند و از خمیر تخم‌مرغ (pasta all'uovo) درست می‌کنند. خمیر حاوی سمولینا، آرد و نمک نیز هست. معمولاً با کره و ترافل (tajarin ai tartufi) یا sugo d'arrosto، که سسی تهیه شده از چکیده گوشت (اشک کباب) است، سرو می‌کنند. تاگلیولینی زمان پخت کوتاهی دارد، مخصوصاً وقتی که از خمیر تازه تهیه شده باشد و بهترین نتیجه را با سس‌های سبک، ماهی، غذاهای لاکچری یا سوپ دارد.
کلمه تاگلیولینی مخفف کلمه tagliare است که به معنای بریدن است.